# 河姆渡出土陶灶

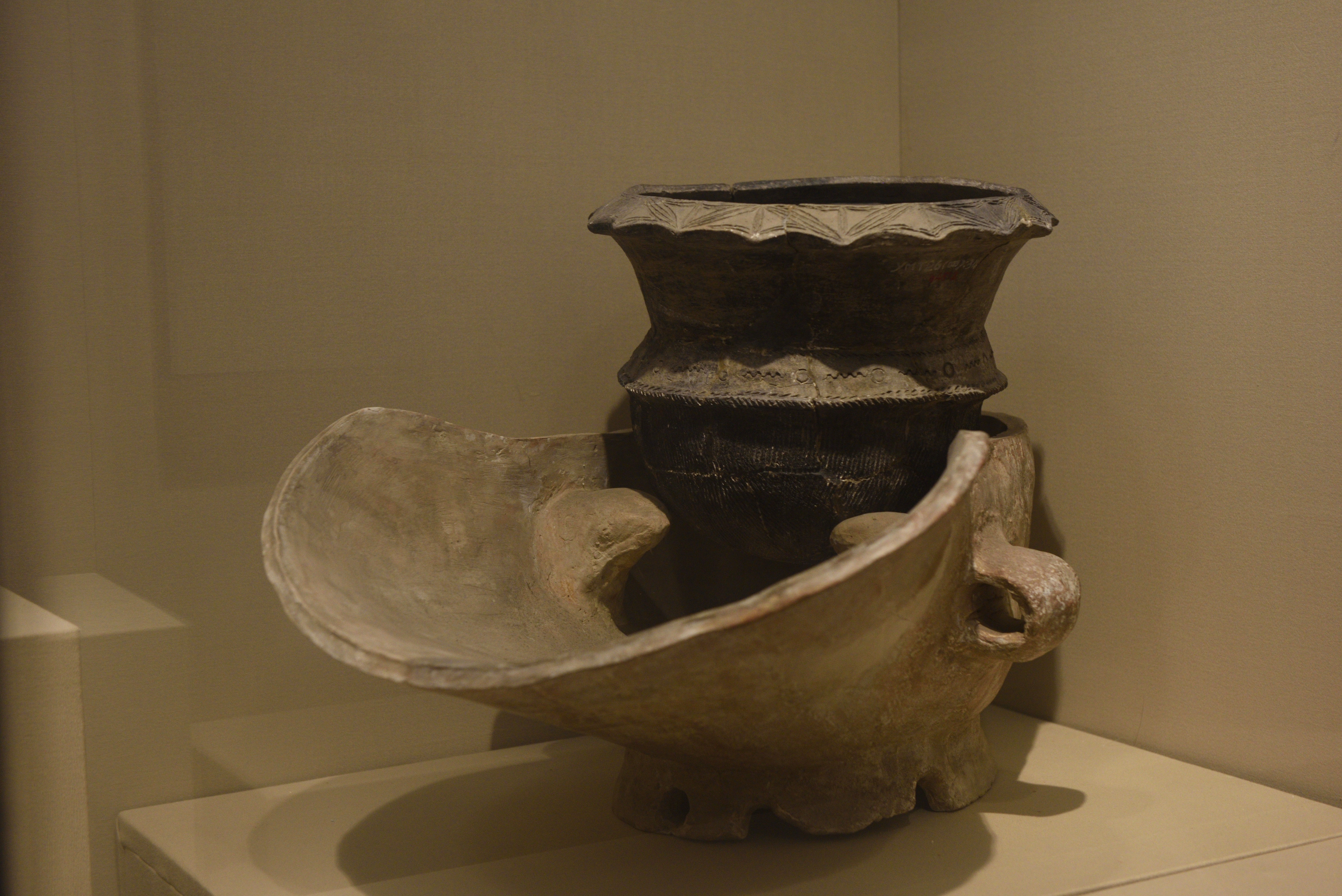
陶灶（複製品）为下方灰陶部分，上部黑陶为另一件河姆渡遗址文物——十八角刻花陶釜

河姆渡出土陶灶是中华人民共和国禁止出境展览文物之一，于1977年在浙江河姆渡新石器时代遗址出土。陶灶通长55厘米、口宽37厘米、通高25厘米，为夹砂灰陶。现藏于浙江省博物馆。